# ラザロフ Laz-7
ラザロフ Laz-7
ラザロフ Laz-7M
- 用途：練習機
- 製造者：DSF
- 初飛行：1948年7月12日
- 生産数：313機
- 運用開始：1949年6月
- 運用状況：退役

ラザロフ Laz-7（ブルガリア語:Лазаров Лаз-7）は、第二次世界大戦後に設計・製造されたブルガリアの複座練習機・グライダー曳航機である。

## 概要
1946年、ユーゴスラビアで行われた新型練習機のコンペに、ツヴェタン・ラザロフによる原設計が提出された。この原設計に基づきブルガリア国内で量産化・製造が試みられ、1948年に初飛行した。

## 構造
鋼管と木材を組み合わせたフレームに羽布を張った構造である。

## 派生型
Laz-7(試作型)
出力160馬力 (119kW)のWalter Minor 6-IIIチェコスロバキア製液冷エンジンを搭載した試作型。
Laz-7
試作型に基づき機体を改設計した量産型。
Laz-7M
エンジンをソ連製のM-11FR空冷エンジン(出力160馬力)に換装し、機体にも大幅な改設計を加えた型。

## 運用
ブルガリア空軍、およびブルガリア各地に点在したフライトクラブにて練習機・グライダー牽引機・曲技機など多目的にわたり使用されていた。ブルガリア初の宇宙飛行士であるギオルギー・イワノフも、訓練課程の初期においてこの機体を用いたグライダー訓練、および飛行訓練を行っていた。

## 要目
乗員 - 1または2名
エンジン – Walter Minor 6.III(Laz-7Mは M-11FR を搭載)
最大出力 – 160 hp(117.6 kW)
巡航出力 – 125 hp(92 kW)
全長 – 8.20 m
全高 – 2.32 m
翼幅 – 10.60 m
支持面積 – 16.40 ㎡
重量 - 765 kg (Laz-7Mは 870 kg)
全備重量 – 1130 kg、(Laz-7Mは 1310 kg)
最高速度 - 218 km/h
巡航速度 - 194 km/h
最高速度(爆装およびパイロット 1 名搭乗時) – 199 km/h
巡航速度(爆装およびパイロット 1 名搭乗時) – 188 km/h
全備時最高高度 – 3500 m